# Thomas Garm Pedersen
Thomas Garm Pedersen (født d. 26.03.1969) er professor inden for fysik og mekanik ved Institut for Materialer og Produktion ved Aalborg Universitet. I 1993 blev han uddannet civilingeniør i optik og tre år senere fik han sin Ph.D. i fysik. Han forsker primært i nanostruktureret grafen, lineære og ikke-lineære optiske egenskaber for kvantesystemer, excitons i carbon nanorør, plasmonics til nanostrukturerede solceller, den mikroskopiske beskrivelse af lys, der interagerer med begrænsede elektroniske systemer og optiske og elektroniske egenskaber ved halvleder-nanoskrystaller til LED-applikationer.

## Karriere
Efter Thomas Garm Pedersen fik tildelt sin Ph.D. i 1996 var han Post Doc. ved Optics and Fluid Dynamics department på Risø. I 1998 blev ansat som Adjunkt ved AAU, senere som Lektor og til sidst Professor i teoretisk faststoffysik. Desuden har haft en række administrative poster løbende blandt andet sad han i studienævnet for naturvidenskab. Han har desuden været medlem af to EU COST aktioner. Siden 2014 han var været medlem af Den Bibliometriske Forskningsindikator.

## Priser
Thomas Garm Pedersen er blevet kåret som ”Teacher of the year” to gange i hhv. 2001 og 2017. Derudover er han blevet tildelt “Dansk Optik Selskabs hæderpris” for ”fremragende bidrag til modellering af optiske og elektroniske fænomener” i 2004.

## Publikationer
Thomas Garm Pedersen har udgivet mere end 200 publikationer i peer-reviewed tidsskrifter herunder Nature Materials, Nature Nanotechnology og Nature Communications.